# Ivar Norén
Ivar Norén (Östnor, 24 juli 1910 - Orsa, 21 april 1991) was een Zweeds syndicalist.

## Levensloop
Norén was aanvankelijk metaalarbeider, in 1940 werd hij actief bij Metall. Voor deze LO-vakcentrale was hij een aantal jaren hoofdredacteur en later directeur 'internationale zaken'. Begin jaren 60 gaf hij twee en een half jaar les aan het IVVV-college te Kampala en ondernam hij verschillende missies in Afrika voor deze organisatie. Vervolgens was hij arbeidsexpert op de Zweedse ambassade in de Verenigde Staten.
In februari 1970 volgde hij Adolphe Graedel op als algemeen secretaris van de Internationale Metaalbond (IMB), een functie die hij uitoefende tot 1974. Zelf werd hij in 1974 in deze hoedanigheid opgevolgd door Herman Rebhan.